# Anoplagonus inermis
Anoplagonus inermis är en fiskart som först beskrevs av Günther, 1860.  Anoplagonus inermis ingår i släktet Anoplagonus och familjen pansarsimpor. Inga underarter finns listade i Catalogue of Life.